# 碘量瓶
碘量瓶又称碘瓶、碘价烧瓶、定碘烧瓶、定碘三角瓶等，是一个由锥形瓶、磨口塞、水封槽组成，是一种在分析化学中多用于碘量法（即利用碘的化学反应来测量其他化学物质含量的测定过程）中的实验器具。

## 使用方法
首先将碘量瓶洗净、烘干。
加入反应物后，盖紧塞子，加水密封；静置，反应。
反应后，打开塞子，让水缓慢滴入；之后加水，使碘全部进入水中。